# Morafenobe (district)
Morafenobe is een district van Madagaskar in de regio Melaky. Het district telt 22.774 inwoners (2011) en heeft een oppervlakte van 6.976 km², verdeeld over 3 gemeentes. De hoofdplaats is Morafenobe.